# Línea 2 (Santa Fe)
Línea 2 es una línea de transporte urbano de pasajeros de la ciudad de Santa Fe, Argentina. El servicio está actualmente operado por ERSA Urbano.

## Recorridos
Servicio diurno y nocturno.
Rincón-Santa Fe/Santa Fe-Rincón
- Parada: Juan de Garay y Ubajay (Rincón)
- Recorrido: Ubajay; Santa Rosa; Gamboa; Ruta Provincial 1; Ruta Nacional 168; Dr. Laureano Maradona; Luis Jiménez de Asúa; Rector Cortés Piá; Guillermo Estévez Boero; Dr. Laureano Maradona; Facultades UNL; J. R. Rodríguez; Carretera; Puente Gobernador Oroño; Bv. Gálvez; Avellaneda; Maipú; Güemes; Balcarce; Obispo Gelabert; 25 de Mayo; Tucumán; 27 de Febrero; Salta; San Jerónimo; Av. J. J. Paso; 4 de Enero; 3 de Febrero; Dr. Zavalla; Monseñor Zaspe; Mendoza; San José; Moreno; Av. Gdor. Freyre; Amenábar; 9 de Julio; Santiago del Estero; Belgrano; Ituzaingó; Vélez Sarsfield; Bv. Gálvez; Puente Oroño; Colectora; J. R. Rodríguez; Facultades UNL; Dr. Laureano Maradona; Luis Jiménez de Asúa; Rector Cortés Pía; Guillermo Estévez Boero; Dr. Laureano Maradona; Carretera; Ruta Nacional 168; Ruta Provincial 1; San Martín; Juan de Garay; Parada.

Colastiné Sur-Santa Fe/Santa Fe-Colastiné Sur
- Parada: Colastiné Sur: Carretera.
- Recorrido: Carretera; Ruta Nacional 168; Carretera; Dr. Laureano Maradona; Luis Jiménez de Asúa; Rector Cortés Piá; Guillermo Estévez Boero; Dr. Laureano Maradona; Facultades UNL; J. R. Rodríguez; Carretera; Puente Oroño; Bv. Gálvez; Avellaneda; Maipú; Güemes; Balcarce; Obispo Gelabert; 25 de Mayo; Tucumán; 27 de Febrero; Salta; San Jerónimo; Av. J. J. Paso; 4 de Enero; 3 de Febrero; Dr. Zavalla; Monseñor Zaspe; Mosconi; Mendoza; San José; Moreno; Av. Gdor. Freyre; Amenábar; 9 de Julio; Santiago del Estero; Belgrano; Ituzaingó; Vélez Sarsfield; Bv. Gálvez; Puente Oroño; Colectora; J. R. Rodríguez; Facultades UNL; Dr. Laureano Maradona; Luis Jiménez de Asúa; Rector Cortés Pía; Guillermo Estévez Boero; Dr. Laureano Maradona; Carretera; Parada.